# Спенсер Ґор (художник)

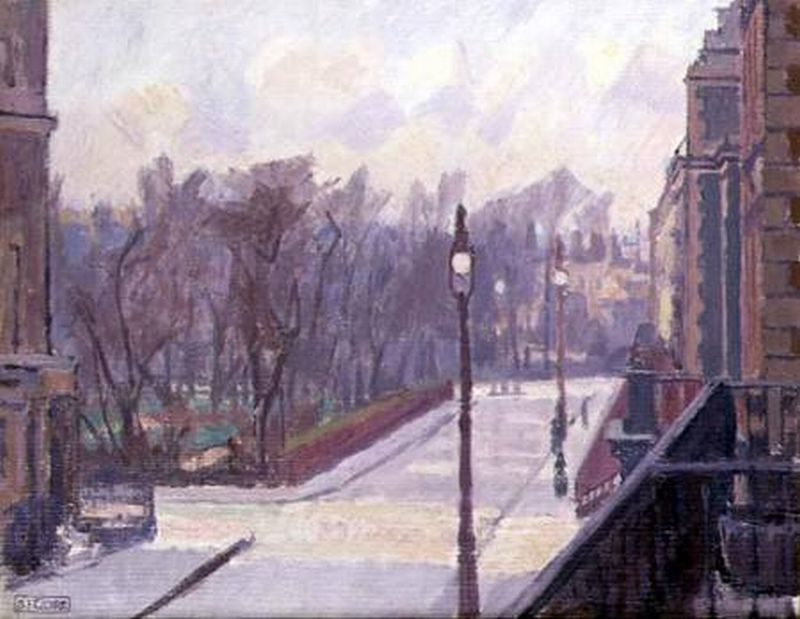
Площа Гартінґтон

Спенсер Фредерік Ґор (англ. Spencer Frederick Gore, нар. 26 травня 1878 — пом. 27 березня 1914) — британський художник пейзажів, сцен м'юзик-голу та інтер'єрів, зазвичай з поодинокими фігурами. Він був першим президентом Camden Town Group і перебував під впливом постімпресіоністів .

## Ранні роки
Він народився 26 травня 1878 року в Епсомі, графство Суррей, як молодший з чотирьох дітей чемпіона Вімблдону з тенісу Спенсера Ґора та Емі Марґарет (до шлюбу Сміт). Брат його батька був теологом Чарльзом Ґором. Батько відправив його до школи Гарроу в Міддлсексі (нині Великий Лондон). Він продовжив вивчати живопис у Лондоні в Школі образотворчого мистецтва Слейда, де був сучасником Гарольда Ґілмана.

## Художня кар'єра
У 1904 році Альберт Резерстон познайомив Ґора з Волтером Сікертом у Дьєппі ; а потім він спілкувався на Фіцрой-стріт у Лондоні з Сікертом, Люсьєном Піссарро та іншими. У 1909 році він став членом Нового англійського художнього клубу, а в 1910 році написав статтю в The Art News про "Третій Лондонський салон Союзної асоціації художників ".
1911-го року він став співзасновником і першим президентом Camden Town Group.
У січні 1912 року одружився з Мері Джоанною («Моллі») Керр, з якою в них було дітей – Марґарет Елізабет (1912—1994) і Фредерік Джон Пім (1913—2009); син стане добре відомим як художник Фредерік Ґор.
Його вдова померла в Меофамі, Кент, у 1968 році.
Його пізніші роботи демонструють зростання занепокоєння живописною конструкцією під впливом постімпресіоністів. У своїх роботах він експериментував із кольором, як це можна побачити на його картині «Гартінгтонська площа».
Протягом останніх місяців свого життя Ґор написав серію з тридцяти двох пейзажів у Річмонд-парку. Його картина "From a Window in Cambrian Road, Richmond " показує вид з вікна верхнього поверху позаду 6 Cambrian Road, біля входу в парк Cambrian Gate, куди він і його родина переїхали в 1913 році. Можливо, це остання картина, над якою Ґор працював перед смертю. За словами кураторки Тейт Гелени Бонетт, рання смерть Ґора від пневмонії за два місяці до того, як йому виповнилося б 36 років, була спричинена тим, що він малював на відкритому повітрі в Ричмонд-парку в холодні та вологі зимові місяці.
Картина Ґора «Ричмонд-парк», яка, як вважають, була написана восени 1913 року або незадовго до смерті художника в березні 1914 року, була виставлена в галереї Патерсона і Карфакса в 1920 році. У 1939 році вона був виставлений у Варшаві, Гельсінкі та Стокгольмі Британською Радою як Група дерев. Зараз вона знаходиться в колекції галереї Тейт під оригінальною назвою, але наразі не виставлена. Невідомо, де в парку було зроблено це зображення, але ряд дерев біля ставка біля Кембрійських воріт дуже схожий на ті, що зображені на картині. Інша картина Гора з такою ж назвою («Ричмондський парк»), написана в 1914 році, знаходиться в Ешмолівському музеї. Його картина Ліс у Ричмонд-парку знаходиться в колекції Бірмінґемської художньої галереї .
Два твори мистецтва Ґора, Брайтонський пірс і Будинки Ричмонда, з'являються в першому номері знакового модерністського журналу <i id="mwZQ">BLAST</i>, який вийшов приблизно через три місяці після смерті Ґора. Там також міститься некролог Віндема Льюїса, який редагував журнал і який хвалив «наполегливу, майже романтичну індустрію Ґора, його пристрасть до делікатних об'єктів, розташованих у лондонській атмосфері навколо нього, його сіре уявлення про життя художника, його лагідність. і тонкість, [яка] переросла б у рясне особисте мистецтво».
Він помер у Ричмонді, Суррей, 27 березня 1914 року у віці 35 років і був похований у Гертінґфордбері в Гартфордширі, де жила його мати.

## Викладання
Спенсер Ґор давав Джону Доману Тернеру художнє навчання з 1908 по 1913 рік у серії з тридцяти листів. Навчання, ймовірно, проводилося через листування, оскільки Доман Тернер був глухим. Зараз листи зберігаються в колекції родини Ґор. Доман Тернер був членом Камдентавнської групи, обраний Ґором, але був сором'язливим і невпевненим у своїх здібностях, що, ймовірно, змусило його залишити членство в Лондонській групі незабаром після її створення 27 листопада 1913 року.

## Книги
- Бонетт, Гелена. «Спенсер Гор 1878—1914», біографія художника, вересень 2009 р., у Бонетт, Гелена; Холт, Ісанна; Манді, Дженніфер (ред.), The Camden Town Group in Context, Тейт, травень 2012 р., tate.org.uk
- Апстоун, Роберт. Сучасні художники: The Camden Town Group, каталог виставки, Tate Britain, Лондон, 2008.ISBN 1-85437-781-7